# Carl Gollmick
Carl Gollmick (Dessau, Saxònia, 19 de març de 1796 - Frankfurt del Main, 3 de setembre, 1866) fou un teòleg musical i compositor alemany, pertanyent a una nissaga de músics: el seu pare Karl Friedrich (1774-1852) i el seu fill Adolf (1825-1883) ambdós també músics.
Estudià música i teologia a Estrasburg i el 1817 s'establí a Frankfurt com a professor de francès, i més tard el contractà Spohr com a timbaler per al teatre municipal d'aquesta ciutat, del que en fou mestre acompanyant.
Va compondre diverses obres per a piano, lieder, etc.
A més se li deuen:
- Praktische Gesangschule
- Leitfaden für junge Musiklehrer
- Kritische Terminoilogie für Musiker und Musikfreunde (1833)
- Musikalische Norellen und Silhonetten (1838)
- Felzüge und Streifereien im Gebiete der Tonkunst (1846)
- Rosen und Dornen (1851)
- Herr Fetis... als Mensch, Kritiker, Theoretiker und Komponist (1852)
- Handlexikon der Tonkunst (1856)
- Autobiographie (1866).